# Jezioro Kahalne
Jezioro Kahalne (biał. возера Кагальнае, woziera Kahalnaje, ros. озеро Кагальное, oziero Kahalnoje) – jezioro na Białorusi, w obwodzie witebskim, w rejonie głębockim, w dorzeczu rzeki Bereźwicy, w granicach miasta Głębokie.

## Opis
Powierzchnia wynosi 0,15 km², długość 0,62 km, szerokość 0,38 km, długość linii brzegowej – 1,68 km. Maksymalna głębokość wynosi 5 m, średnia 2,86 m. Objętość wody w jeziorze wynosi 0,44 mln m³.
Brzegi są piaszczyste, częściowo zabudowane. Dno przy brzegu jest piaszczyste. Na wschodzie płyną strumienie z jezior Bieglec i Krzywego. Strumień wpada do jeziora Wielkiego na północy. W jeziorze występują okoń, płoć, leszcz, szczupak, lin, itp.
W przeszłości jezioro nazywało się Głębokie. Według jednej z wersji dało nazwę miastu, które powstało na jego brzegach. W dwudziestoleciu międzywojennym połowy na jeziorze dzierżawiła gmina żydowska. Utarła się stąd ludowa nazwa jeziora – Kahalne, pochodząca od hebrajskiego słowa "kahał". Po 1939 r. nazwa ta została uznana za oficjalną. 
Nad jeziorem tradycyjnie odbywają się festyny z okazji Nocy Kupały w ramach których odbywają się ogniska, zabawy i koncerty.
Po 2012 roku dokonano zagospodarowania terenów jeziora. Wybudowano ścieżkę spacerową, altany i parking, ustawiono ławki, a nabrzeże zostało oczyszczone z zarośli i krzewów. 
Otwarto wypożyczalnie sprzętu sportowego i przystań łodzi. Trwają także prace przy układaniu rur kanalizacyjnych. Koszt inwestycji to 900 mln rubli.

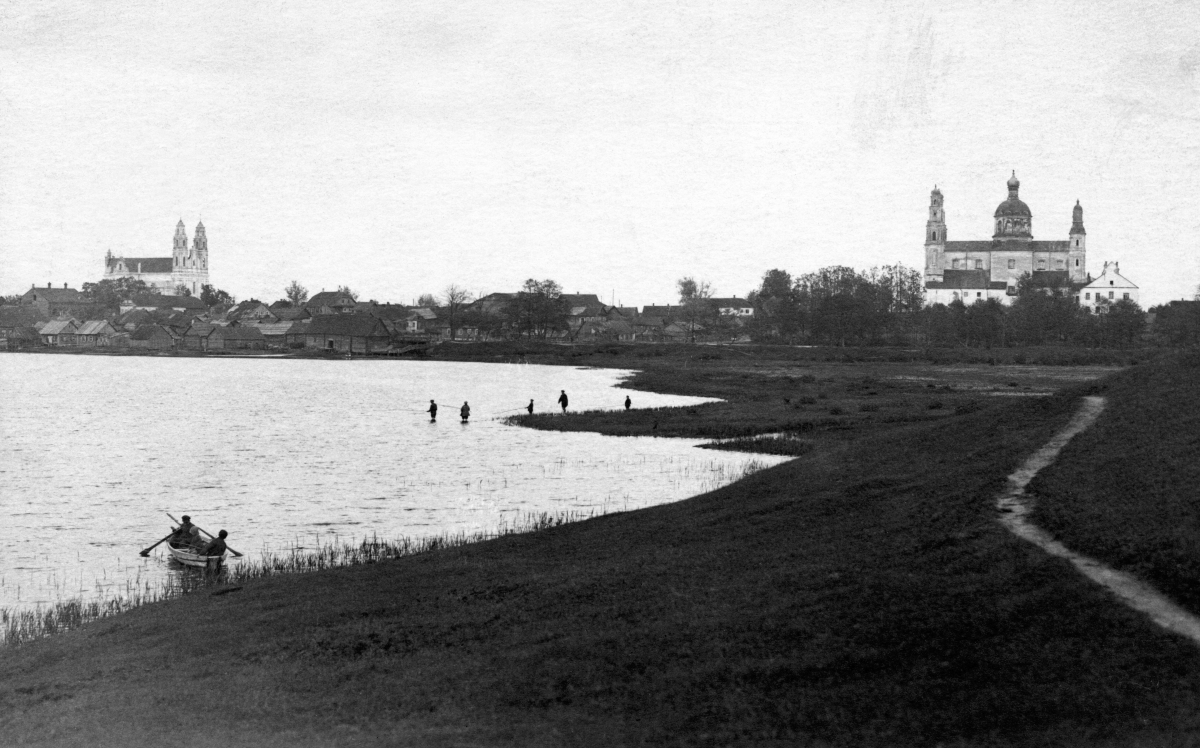
Jezioro w 1930 roku